# Chlorobalius leucoviridis
Chlorobalius leucoviridis är en insektsart som beskrevs av Johann Gottlieb Otto Tepper 1896. Chlorobalius leucoviridis ingår i släktet Chlorobalius och familjen vårtbitare. Inga underarter finns listade i Catalogue of Life.

## Bildgalleri

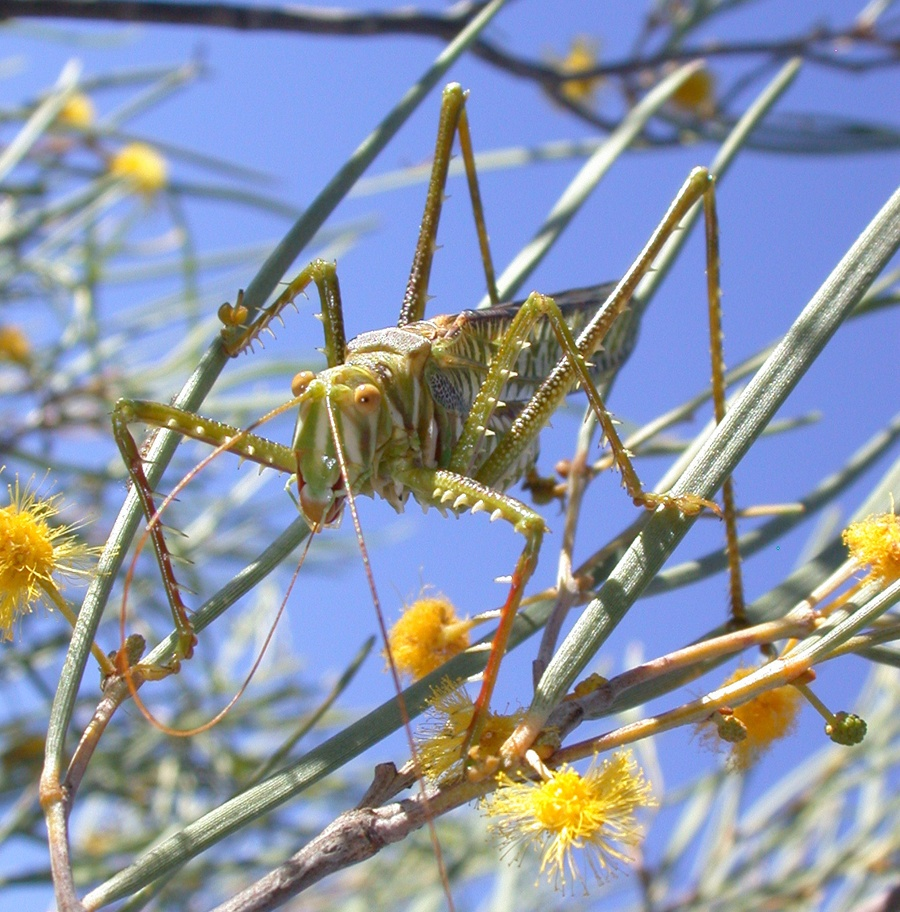